# Desembarco en Amchitka
El desembarco en Amchitka fue la operación de desembarco anfibio y la ocupación de la isla Amchitka por las fuerzas estadounidenses durante la batalla de las Islas Aleutianas.

## Antecedentes
En junio de 1942, los japoneses ocuparon algunas de las islas Aleutianas occidentales y esperaban ocupar Amchitka. Un equipo de reconocimiento japonés exploró la isla pero la rechazó para fines militares.
Durante la campaña de las Aleutianas se necesitaba una base de la fuerza aérea cerca de las islas ocupadas de Attu y Kiska. Amchitcka fue descartado como posible candidato debido a su proximidad a solo 50 millas de la isla de Kiska. A sugerencia del Departamento de Guerra, se realizó un reconocimiento inicial de Amchitka en septiembre de 1942, que descubrió que sería difícil construir una pista de aterrizaje en la isla. Sin embargo, los planificadores decidieron el 13 de diciembre que el campo de aviación "tenía que ser construido" para evitar que los japoneses hicieran lo mismo. Otra misión de reconocimiento visitó Amchitka del 17 al 19 de diciembre e informó que se podría construir una franja de combate en dos o tres semanas y un aeródromo principal en tres o cuatro meses. En diciembre de 1942, se trazaron planes para los desembarques denominados "Operación Longview". La operación reuniría a 2000 militares estadounidenses inmediatos en las Islas Aleutianas por el Mando de Defensa de Alaska. A través del reconocimiento se pensó que Amchitka estaba ocupado por una pequeña presencia militar japonesa. Ansiosos por eliminar a los japoneses, el Estado Mayor Conjunto acordó moverse rápidamente para recuperar el territorio.

## Desembarco en el puerto de Constantine
La operación estaba programada para el 9 de enero, pero se retrasó debido a las condiciones climáticas.

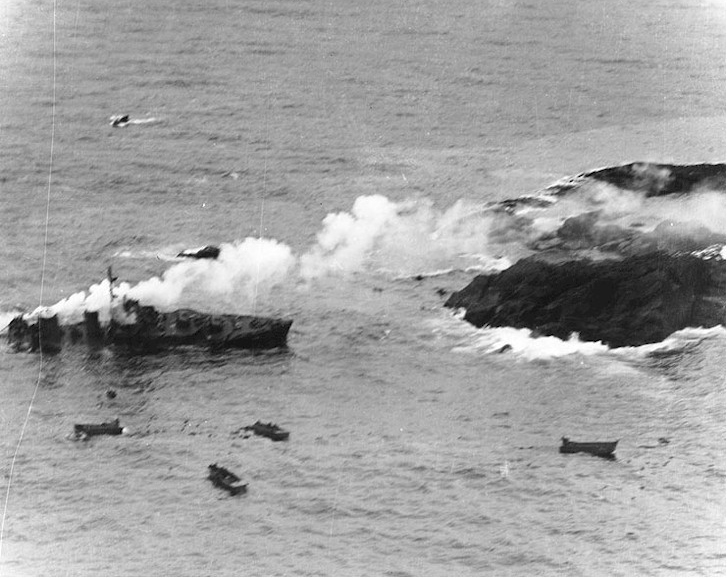
El USS Worden es abandonado poco después de una ruptura del casco debajo de la sala de máquinas.

Las fuerzas estadounidenses aterrizaron sin oposición en la isla el 12 de enero de 1943, tres días después. Cerca de 2100 soldados desembarcaron en el puerto de Constantine sin oposición. Sus únicos enemigos eran el clima, la corriente impredecible y las aguas salpicadas de rocas a través de las cuales se realizó el aterrizaje. El destructor USS Worden estaba protegiendo al USS Arthur Middleton cuando ese transporte puso la unidad de seguridad preliminar del Ejército en las costas del puerto de Constantine, en la isla de Amchitka. El destructor maniobró en el puerto con bordes de roca y permaneció allí hasta que los últimos hombres aterrizaron y luego se dedicó a la tarea de limpiar el puerto. Sin embargo, una fuerte corriente barrió a Worden sobre un pináculo que se rompió en un casco debajo de la sala de máquinas y causó una pérdida total de potencia. El destructor luego abordó y comenzó a romperse en las olas; El Comodoro William G. Pogue, el oficial al mando del destructor, ordenó abandonar el barco; y, mientras dirigía ese esfuerzo, fue arrastrado por la borda hacia los mares invernales por una fuerte ola que rompió el barco. Pogue fue uno de los afortunados, sin embargo, porque fue arrastrado, inconsciente, fuera del mar. Catorce de la tripulación se ahogaron.
Una vez en tierra, la isla fue despejada y se encontró que estaba vacía de militares japoneses.
Durante la primera noche en tierra, un "sauce" (un violento chubasco) aplastó muchos de los botes de desembarco y arrasó un transporte de tropas encallado. El segundo día, una tormenta de nieve sacudió la isla con nieve, aguanieve y viento penetrante. Con una duración de casi dos semanas, la tormenta de nieve finalmente disminuyó lo suficiente como para revelar a un avión explorador japonés desde Kiska, la cabeza de playa estadounidense en Amchitka. Acosados por los bombardeos y los ataques de Kiska, los ingenieros continuaron trabajando en un campo de aviación en Amchitka y lo completaron a mediados de febrero. Los ataques japoneses en la isla luego disminuyeron bruscamente. Para el 16 de febrero, la tira de combate estaba lista para una operación limitada. Ese día llegaron ocho P-40 a Amchitka, y en una semana estaban patrullando Kiska.
El escenario estaba listo para la siguiente fase de operaciones, ataques anfibios para expulsar a los japoneses de sus puntos de apoyo aleutianos.